# An Alaskan Interlude
An Alaskan Interlude è un cortometraggio muto del 1914 sceneggiato e diretto da George Lessey,

## Produzione
Il film fu prodotto dalla Edison Company.

## Distribuzione
Distribuito dalla General Film Company, il film - un cortometraggio in una bobina - uscì nelle sale cinematografiche degli Stati Uniti il 9 maggio 1914.